# المرض المرتبط بالغلوبولين المناعي ج 4
المرض المرتبط بالغلوبولين المناعي ج 4، المعروف سابقًا باسم المرض الجهازي المرتبط بالغلوبولين المناعي ج 4، هو حالة التهابية مزمنة تتميز بارتشاح الأنسجة بالخلايا اللمفاوية والخلايا البلازمية المفرزة للغلوبولين المناعي ج 4 ودرجات مختلفة من التليف (التندب) واستجابة سريعة للعلاج بالستيروئيدات الفموية. عند نحو 51-70% من الأشخاص المصابين بهذا المرض، ترتفع تراكيز الغلوبولين المناعي ج 4 في المصل خلال المرحلة الحادة.
المرض هاجع ناكس يترافق بميل إلى تشكيل كتل، وآفات مدمرة للأنسجة في مواقع متعددة، مع مظهر نسيجي مَرَضي مميز في أي موقع مصاب. يمكن أن يؤدي الالتهاب وترسب النسيج الضام في المواقع التشريحية المصابة إلى خلل وظيفي في الأعضاء أو فشل الأعضاء أو الموت إذا لم يُعالج.
الكشف المبكر مهم لتجنب تلف الأعضاء والمضاعفات الخطيرة المحتملة. يُوصى بالعلاج في جميع الحالات التي تظهر فيها أعراض وأيضًا عند إصابة مواقع تشريحية معينة ولو كانت غير عَرَضية.

## العلامات والأعراض
وُصف المرض المرتبط بالغلوبولين المناعي ج 4 بأنه حالة بطيئة التطور. رغم أن ذلك يستند إلى الرأي عوضًا عن التقييمات الموضوعية، توصف الأعراض في الأدبيات الطبية، إن وجدت، بأنها خفيفة. ويحدث ذلك رغم الأذى الكبير الكامن في الأعضاء. غالبًا ما يُوصف المصابون بأنهم بصحة جيدة في وقت التشخيص، على الرغم من أن البعض يشكو من فقدان الوزن.
ليس الألم سمة من سمات الالتهاب. ومع ذلك، قد يظهر بكونه تأثيرًا ثانويًا، فمثلًا، ينتج الألم عن الانسداد أو الضغط.
تُشخص الحالة غالبًا بسبب وجود تورمات غير مؤلمة أو آفات كتلية، أو بسبب مضاعفات الكتل، مثل اليرقان الذي يحدث عند تأثر البنكرياس أو الشجرة الصفراوية أو الكبد. تُعزى الأعراض في البداية إلى حالات أخرى ويمكن أن توضع تشخيصات مختلفة قبل سنوات من التشخيص الصحيح، فمثلًا، تُعزى الأعراض البولية لدى الرجال إلى أمراض البروستات الشائعة. قد تُكتشف الآفات عن طريق الصدفة من خلال الصور الإشعاعية، ولكن يمكن بسهولة تشخيصها بشكل خاطئ على أنها أورام خبيثة.
تتضمن الحالات المُبلغ عنها بعض الأعراض والموجودات المهمة:
| الجهاز         | مضاعفات وأعراض غير شائعة |
| -------------- | --- |
| العصبي         | الاختلاجات، الشلل أو الشلل النصفي، شلل الأعصاب القحفية، فقدان السمع الحسي العصبي، عوز الهرمونات النخامية.                            |
| العين          | فقدان الرؤية، جحوظ العينين. |
| القلبي الوعائي | التهاب التامور الحاصر، حصار القلب، تمزق أم الدم الأبهرية، تسلخ الأبهر، تسلخ الشريان السباتي، أم الدم داخل القحف، الخناق، توقف القلب. |
| التنفسي        | انسداد الطريق التنفسي، انصباب الجنب.                                                                                                 |
| الهضمي         | انسداد المري، انسداد الأمعاء. |
| البولي         | الفشل الكلوي، موه الكلية، ألم الخصية.                                                                                                |

### المظاهر في الأعضاء
يمكن أن يصيب المرض المرتبط بالغلوبولين المناعي ج 4 موقعًا واحدًا أو عدة مواقع في الجسم. عند تأثر أعضاء متعددة، يمكن أن تُصاب المواقع المعنية في نفس الوقت (بشكل متزامن) أو في فترات مختلفة (متباعدة زمنيًا).
تبين أن الكثير من الأمراض المعروفة سابقًا هي في الحقيقة من مظاهر المرض المرتبط بالغلوبولين المناعي ج 4. وتشمل هذه الأمراض: التهاب البنكرياس المناعي الذاتي من النوع 1، التهاب الكلية الخلالي، التهاب الغدة الدرقية المنسوب لريدل، داء ميكوليتش، ورم كوتنر، الأورام الكاذبة الالتهابية (في مواقع مختلفة من الجسم)، التليف المنصفي، بعض حالات التليف خلف الصفاق.
| الموقع أو العضو                                | التسمية المفضلة | التسميات القديمة |
| الرأس والعنق                                   | | |
| الغدد اللعابية                                 | التهابات الغدد اللعابية المرتبطة بالغلوبولين المناعي ج 4: مرض الغدة تحت الفكية في المرتبط بالغلوبولين المناعي ج 4، النكاف المرتبط بالغلوبولين المناعي ج 4. | داء ميكوليتش (الغدد اللعابية والغدد الدمعية)، التهاب الغدد اللعابية المصلب المزمن، ورم كوتنر (الغدة تحت الفك).                                                                           |
| الحجاج                                         | تتضمن الإصابات العينية المرتبطة بالغلوبولين المناعي ج 4: التهاب الغدة الدمعية المرتبط بالغلوبولين المناعي ج 4، التهاب الحجاج المرتبط بالغلوبولين المناعي ج 4 (الورم الكاذب الالتهابي الحجاجي المرتبط بالغلوبولين المناعي ج 4)، التهاب عضلات الحجاج المرتبط بالغلوبولين المناعي ج 4 (العضلات خارج العين)، التهاب الحجاج الشامل المرتبط بالغلوبولين المناعي ج 4. | داء ميكوليتش (الغدد اللعابية والدمعية)، التهاب الحجاج مجهول السبب، الورم الحجاجي الكاذب.                                                                                                 |
| الجيوب الأنفية                                 | | التهاب الجيوب المزمن، التليف الوعائي المركزي بفرط الحمضات ( السبيل التنفسي العلوي والحجاج)                                                                                               |
| البلعوم                                        | التهاب البلعوم المرتبط بالغلوبولين المناعي ج 4 | |
| الغدة الدرقية                                  | داء الغدة الدرقية المرتبط بالغلوبولين المناعي ج | التهاب الدرق المنسوب لريدل، سلعة ريدل. |
| النسج الرخوة في الرأس والعنق                   | | التليف الرقبي مجهول السبب، التهاب العنق المصلب، التصلب الليفي الرقبي. |
| الجهاز العصبي المركزي                          | | |
| الغدة النخامية                                 | التهاب النخامى المرتبط بالغلوبولين المناعي ج 4: التهاب النخامى الشامل المرتبط بالغلوبولين المناعي ج 4 (يصيب كامل الغدة النخامية)، التهاب النخامية المرتبط بالغلوبولين المناعي ج 4(النخامى الأمامية)، التهاب النخامى العصبي القمعي (النخامي الخلفية والسويقة النخامية).                                                                                         | التهاب النخامى المناعي الذاتي. |
| السحايا                                        | التهاب الجافية المرتبط بالغلوبولين المناعي ج4 (الأم الجافية)، التهاب السحايا الرقيقة المرتبط بالغلوبولين المناعي ج 4 (الغشاء العنكبوتي والأم الحنون). | التهاب الجافية الضخامي مجهول السبب. |
| الصدر والبطن                                   | | |
| البنكرياس                                      | التهاب البنكرياس المرتبط بالغلوبولين المناعي ج 4. | التهاب البنكرياس المناعي الذاتي من النمط الأول، التهاب البنكرياس الخلوي البلازمي اللمفاوي المصلب، التهاب البنكرياس المزمن المترافق بتضيق منتشر غير منتظم في القناة البنكرياسية الرئيسية. |
| الرئة                                          | الداء الرئوي المرتبط بالغلوبولين المناعي ج 4. | الورم الكاذب الالتهابي في الرئة. |
| الجنب                                          | التهاب الجنب المرتبط بالغلوبولين المناعي ج 4. | |
| الكبد                                          | الاعتلال الكبدي المرتبط بالغلوبولين المناعي ج 4. | |
| القناة الصفراوية                               | التهاب الأقنية الصفراوية المصلب المرتبط بالغلوبولين المناعي ج 4. | |
| المرارة                                        | التهاب المرارة المرتبط بالغلوبولين المناعي ج 4. | |
| الأبهر (خاصة الجزء الأمامي).                   | التهاب الأبهر المرتبط بالغلوبولين المناعي ج 4، التهاب ما حول الأبهر المرتبط بالغلوبولين المناعي ج 4. | أم الدم الأبهرية الالتهابية، التهاب الابهر المصلب المزمن، التهاب ما حول الأبهر المزمن.                                                                                                   |
| فروع الأبهر (بما فيها التاجي والكلوي والزلاقي) | التهاب ما حول الشريان المرتبط بالغلوبولين المناعي ج 4. | |
| التامور                                        | التهاب التامور المرتبط بالغلوبولين المناعي ج 4. | |
| المَنْصف                                         | التهاب المنصف المرتبط بالغلوبولين المناعي ج 4. | التهاب المنصف المُليَف، التهاب المنصف المُصلَّب المزمن. |

القائمة السابقة ليست شاملة، إذ يمكن أن يصيب المرض المرتبط بالغلوبولين المناعي ج 4 أي موقع في الجسم.
تشمل الأعضاء الأخرى القابلة للتأثر بالمرض المرتبط بالغلوبولين المناعي ج 4، والمؤكدة إصابتها من خلال الدراسة النسيجية ما يلي: القلب، الحنك الصلب، المريء، المعدة، الأمعاء الدقيقة، المستقيم، الغدة الكظرية، المبيض، الرحم، الحالب، المثانة، المُرَيطاء، الغشاء الزليل. تترافق نحو 1/3 الحالات بزيادة في تعداد الحمضات في الدم، تكون على شكل كثرة حمضات أو فرط حمضات.
أُبلغ عن أدلة شُعاعية تشير إلى إصابة الوريد الأجوف العلوي والحويصل المنوية في إصابات مؤكدة بالمرض المرتبط بالغلوبولين المناعي ج 4.